# Алетрино, Арнольд
Арнольд Алетрино (нидерл. Arnold Aletrino, 1 апреля 1858, Амстердам — 16 января 1916, 	
Монтрё, Швейцария) — нидерландский врач и прозаик, известный своими пессимистическими произведениями.
Он был автором работ в области медицины и криминологии, в т.ч. учебника судебной антропологии (он преподавал этот предмет в Амстердаме с 1899 года) 1904 года, трактатов о проституции (1901), гомосексуализме (1905, под псевдонимом Карл Ильфельдт) и гермафродитизме (1908). Его работа в этой области способствовала развитию сексологии и гуманизации судебной медицины.

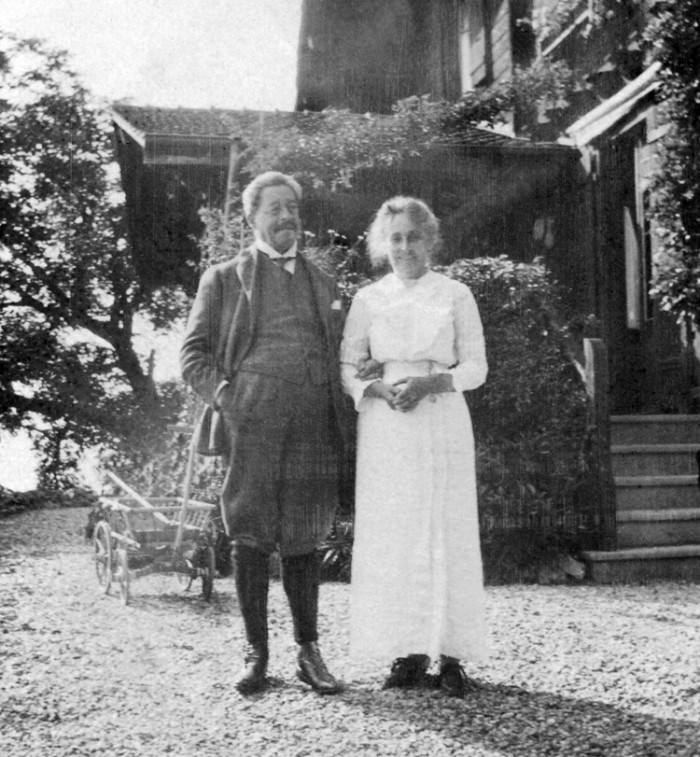
Алетрино и его жена Эмили Юлия (Юпи) ван Стокум перед шале недалеко от Монтрё, между 1909 и 1916 годами.

Как писатель, Алетрино был автором романов и рассказов, самые известные из которых — Zuster Bertha (Сестра Берта) 1891 года, Martha (Марта) 1895 года и сборник Uit her leven (Из жизни) 1901 года. Его письмо было натуралистичным (он использовал собственный опыт врача, его пациенты были бедны) и импрессионистическим.
В последние годы жизни Алетрино болел и в результате пристрастился к морфию. Вместе с женой он переехал в Швейцарию, где и умер в 1916 году.